# Калпурнии
Калпурниите (Calpurnii, gens Calpurnia) e плебейска фамилия в Древен Рим
с прародител Калп (Calpus), третият от четирите сина на Нума Помпилий, вторият цар на Рим.
Тя се появява от Първа пуническа война. Първият консул от фамилията e от 180 пр.н.е. Неин най-значителен клон са Пизоните (Calpurnii Pisones, Калпурнии Пизони).
Римските закони Lex Calpurnia (149 пр.н.е.) и Lex Acilia Calpurnia (67 пр.н.е.) са създадени от членове на тази фамилия.

## По-известни представители
- Гай Калпурний Пизон — консул през 180 пр.н.е.
- Луций Калпурний Пизон Цезонин — консул 148 пр.н.е.
- Гней Калпурний Пизон — консул 139 пр.н.е.
- Квинт Калпурний Пизон — консул 135 пр.н.е.
- Луций Калпурний Пизон Фруги — трибун през 149 пр.н.е., прокарал закон против грабителството в провинциите (т. нар. „Lex Calpurnia de Repetundis“), консул през 133 пр.н.е., сражавал се с въстаналите роби в Сицилия, по-късно противник на Тиберий Гракх; написал история на Рим от началото до своето време;
- Луций Калпурний Пизон Цезонин — консул 112 пр.н.е.
- Луций Калпурний Бестия — консул 111 пр.н.е., водил война с Югурта, но, подкупен, сключил мир;
- Гай Калпурний Пизон — консул 67 пр.н.е.
- Марк Пупий Пизон Фруги Калпурниан — консул 61 пр.н.е.
- Марк Калпурний Бибул — консул 59 пр.н.е., политически противник на Гай Юлий Цезар, протеже на оптиматите, командващ флота на Помпей в Адриатическо море;
- Луций Калпурний Пизон Цезонин — консул 58 пр.н.е.
- Калпурния Пизонис — дъщеря на Луций Калпурний Пизон Цезонин, трета съпруга на Гай Юлий Цезар
- Гней Калпурний Пизон — съвременник на император Тиберий; съпровождал Германик в похода на изток и, според общественото мнение, виновен в отравянето му; известен с жестокостта си. По время на следствието за смъртта на Германик е намерен убит.
- Гай Калпурний Пизон — консул между 41 и 45 г.; известен e с наречения на него пизонски заговор през 65 г. против император Нерон и след неговият неуспех се самоубива.

Жени:
- Калпурния Пизония, дъщеря на Луций Калпурний Пизон Цезонин; третата съпруга на Юлий Цезар
- Калпурния, конкубина на Клавдий
- Калпурния, дъщеря на Марк Калпурний Бибул; първата съпруга на Марк Валерий Месала Корвин
- Ария Калпурния, съпруга на Луций Ноний Калпурний Аспренат, майка на Луций Ноний Калпурний Торкват Аспренат
- Калпурния (* 25 пр.н.е.), дъщеря на Луций Калпурний Пизон Понтифекс, съпруга на Луций Ноний Аспренат
- Калпурния, дъщеря на Луций Калпурний Пизон Авгур
- Калпурния, дъщеря на Луций Калпурний Бестия; съпруга на Публий Антисций; майка на Антисция (съпруга на Помпей Велики)
- Калпурния Павла, дъщеря на Калпурний Лонгон; съпруга на Гай Каристаний Фронтон
- Калпурния Хиспула, леля на Калпурния и на Плиний Млади
- Калпурния, третата съпруга на Плиний Млади и внучка на Калпурн Фабат

Други:
- Lex Calpurnia de Repetundis, закон от 149 пр.н.е.
- Lex Acilia Calpurnia, закон от 67 пр.н.е.

В науката:
- Calpurnia (genus), ръстение от фамилията Бобови
- 2542 Калпурния, астероид